# Свети Никола (Црешнево)
Вижте пояснителната страница за други значения на Свети Никола.
„Свети Никола“ (на македонска литературна норма: „Свети Никола“) е православна църква в поречкото село Црешнево, Република Македония. Църквата е част от Бродското архиерейско наместничество на Дебърско-Кичевската епархия на Македонската православна църква – Охридска архиепископия.
Църквата е гробищен храм, разположен югозападно от селото. Представлява еднокорабна църквичка, в която на източната стена е имало запазени стенописи от втората половина на ХVІ век. По-късно църквата е разрушена. На 5 август 2000 година от митрополит Тимотей Дебърско-Кичевски поставя темелния камък на нов храм.